# Fuerzas Armadas de la República de Guinea
Las Fuerzas Armadas de Guinea (en francés: Forces Armées de la République de Guinée) son las fuerzas militares de Guinea. Son las responsables de la seguridad territorial del territorio de Guinea, y de la defensa del país contra los ataques y las agresiones externas. Las fuerzas armadas de Guinea están divididas en cinco ramas; el ejército, la marina, la fuerza aérea, la Gendarmería nacional paramilitar y la Guardia Republicana, cuyos jefes dependen del Presidente del Estado mayor conjunto, que está subordinado al Ministro de Defensa. Además, las fuerzas de seguridad del régimen incluyen a la Fuerza de la Policía Nacional (en francés: Sûreté National). La Gendarmería, es la encargada de la seguridad interior, cuenta con varios miles de efectivos y está equipada con material militar. Asimismo, cuenta con la ayuda de la Guardia Republicana, que proporciona protección a los funcionarios del gobierno.

## Historia

### Años 1950
Entre 1950 y 1957, las fuerzas francesas reclutaron a 41 000 ciudadanos guineanos, muchos de los cuales sirvieron en la Indochina francesa. Tras la independencia, a los 12 630 soldados guineanos que servían en el Ejército francés se les dio la opción de quedarse en Francia o regresar a Guinea. La mayoría de ellos decidió regresar a casa. Las nuevas fuerzas armadas se formaron incorporando a algunos de los antiguos soldados franceses, después de un cuidadoso proceso de selección para determinar su fiabilidad política, con miembros de la antigua Gendarmería territorial para formar el Ejército Popular de Guinea (en francés: Armee Populaire de Guinee). A finales de enero de 1959, el nuevo ejército contaba con unos 2000 oficiales y soldados. El Campo de Boiro o Campo Mamadou Boiro fue un antiguo cuartel de guardias republicanos y un campo de concentración dependiente de las fuerzas militares guineanas que funcionó desde 1958 hasta 1984, durante la presidencia de Ahmed Sékou Touré, localizado en Donka, un suburbio dentro de Conakri, en la República de Guinea.

#### Vehículos blindados
La única concentración de tropas en Conakri parecía ser un batallón blindado, con un número modesto de carros de combate y tanques medios soviéticos, fabricados a finales de la década de 1940, así como algunos vehículos blindados de combate soviéticos y elementos del batallón de ingenieros. Las fuerzas armadas guineanas, aunque formalmente eran las responsables de defender la integridad territorial del país, en realidad durante ese período se concentraron en las tareas de desarrollo nacional, incluidas las tareas agrícolas, industriales y de construcción. El batallón de ingenieros tenía compañías en Conakri, Kankan y Boké, y se dedicaba a la construcción y a la reparación de edificios y carreteras.

### Años 1960
En 1966, el IISS estimó que el ejército había alcanzado una fuerza de aproximadamente 4800 hombres, equipados con armamento soviético, checo y chino. Habían llegado a Guinea vehículos blindados de transporte de tropas soviéticos y artillería de 105 mm y 155 mm. En febrero de 1969, el gobierno guineano actuó contra las fuerzas armadas tras denunciar una conspiración que tuvo lugar en la ciudad de Labé, la capital de la tribu Fulani, los conspiradores, estaban planeando asesinar al presidente Ahmed Sékou Touré y pretendían tomar el poder en Guinea Conakri. El intento de golpe de Estado se produjo por el descontento de los militares tras la imposición por parte del gobierno guineano de comisarios políticos en cada unidad del ejército. Más tarde se desestimó la supuesta conexión con los Fula, las acusaciones se ampliaron a otros grupos y más de 1000 ciudadanos guineanos fueron arrestados. Después del complot, el ejército fue considerado por el gobierno como un centro de subversión potencial y una milicia paramilitar fue desarrollada como una fuerza contraria a cualquier amenaza militar al gobierno.

#### Milicia nacional

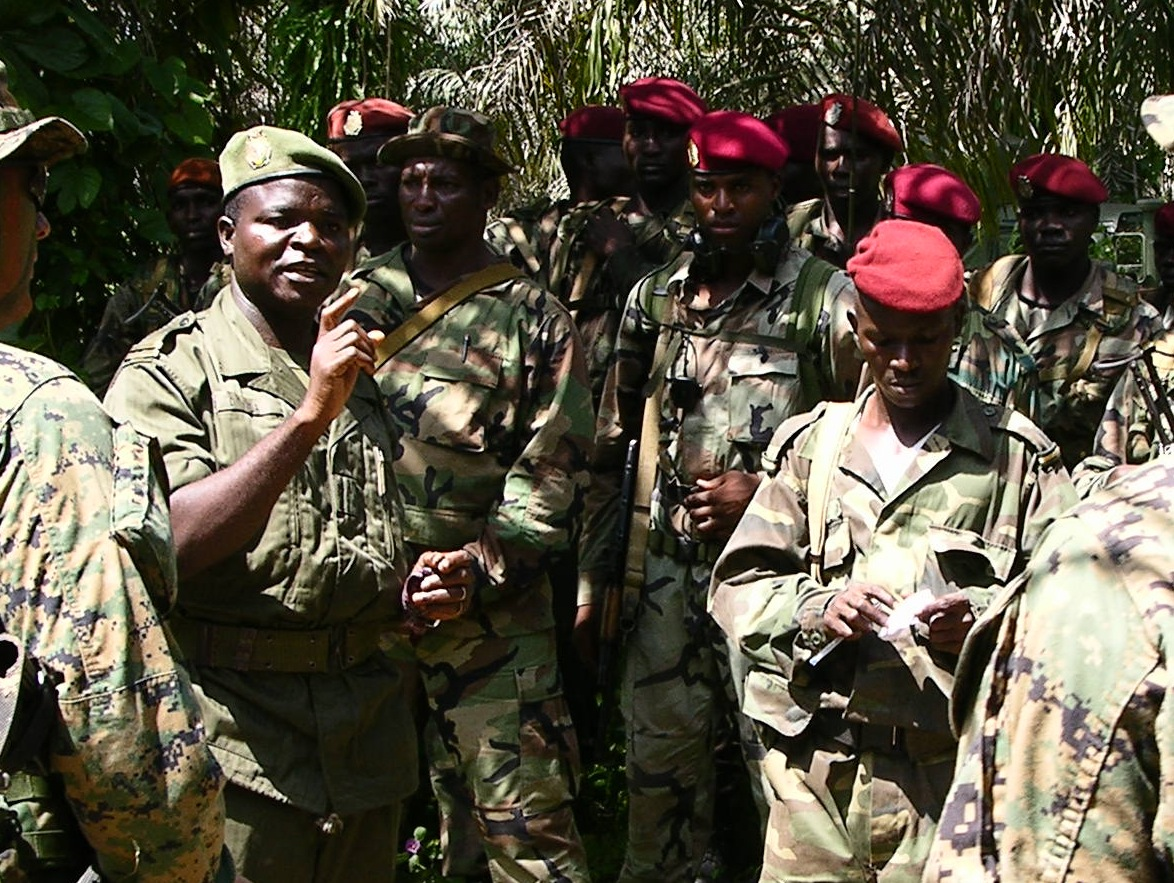
Un soldado guineano traduce para otros soldados durante un ejercicio conjunto estadounidense-guineano, en 2005.

La creciente desconfianza hacia las fuerzas armadas regulares después del complot de Labé hizo que la milicia irregular adquiriera una mayor importancia. La milicia surgió de una decisión del Partido Democrático de Guinea en 1961 de crear "comités de defensa de la revolución" en los lugares de trabajo. Los funcionarios del partido alentaron a estos comités a denunciar prácticas deshonestas, como robos y malversación de fondos, que pudieran poner en peligro los logros de la revolución.
Se exhortó especialmente a la rama juvenil del partido, la Juventud de la Revolución Democrática Africana, a denunciar las irregularidades y los delitos ante las autoridades del partido y la policía. Las unidades de voluntarios, formadas en respuesta a este llamado, asumieron algunas funciones policiales limitadas, tras los elogios del gobierno a los esfuerzos de estas unidades, el papel de la milicia se amplió, especialmente a medida que la actividad del mercado negro y el contrabando empeoraron. La fuerza se formalizó como una milicia popular (en francés: milice populaire) a principios de la década de 1960, se le entregaron uniformes distintivos, y se la vinculó con el servicio cívico, que participaba en las tareas de desarrollo nacional. Después de 1966, la fuerza se modeló conscientemente según los preceptos de los Guardias Rojos chinos. En 1969, a la milicia se le concedió oficialmente un papel equivalente al del ejército, para actuar como un contrapeso frente a cualquier golpe militar en contra del estado. A los elementos de la zona de Conakri se les entregaron armas pequeñas y se les impartió entrenamiento militar. Touré había anunciado esta política en 1967 cuando escribió que gracias al especial entrenamiento político, físico y social, las milicias populares se iban a convertir en un resorte indiscutible del sistema de seguridad nacional, del cual las fuerzas armadas convencionales constituían una sección fundamental.
En 1974, la milicia pasó a llamarse milicia nacional popular, y su sección regular se redujo, ya que el presidente anunció que el país africano no podía permitirse el gran contingente permanente que él creía necesario para disuadir lo que se veía como una amenaza constante de invasión militar. La milicia se reorganizó en varios niveles, contando con personal en Conakri, algunas unidades de combate, y el resto del elemento permanente sirviendo como cuadro para las unidades de la milicia, y como fuerza de reserva en aldeas, naves industriales y escuelas.

#### Cuadros políticos
Los cuadros políticos debían de circular por los pueblos, permaneciendo tres meses en cada uno de ellos, para entrenar a la milicia local. El presidente Touré anunció que el objetivo final era tener una unidad paramilitar de 100 hombres en cada una de las 4000 aldeas del país africano. Las armas de infantería de fabricación soviética importadas de la URSS, Checoslovaquia y la República Popular China, se fueron integrando a medida que estaban disponibles.
Al centrarse tanto en la milicia, Touré mantuvo a gran parte de las fuerzas armadas en la pobreza. El International Crisis Group afirmó que; "las condiciones del servicio eran deplorables, incluso para los oficiales, el cuerpo de oficiales superiores vivía con unas raciones exiguas, y vio cómo sus privilegios y sus asignaciones familiares se reducían con el tiempo, los soldados de todos los rangos tenían que encontrar formas de complementar sus raciones, y a menudo se veían obligados a trabajar en granjas estatales o en pequeños proyectos agrícolas".  Cualquier actividad militar del ejército regular, por ejemplo los ejercicios militares, se consideraba como potencialmente subversiva.

### Años 1970
El ejército resistió la invasión portuguesa de Guinea en noviembre de 1970. Las purgas que siguieron a la invasión de 1970 diezmaron a los altos rangos del ejército; ocho oficiales fueron condenados a muerte y 900 oficiales y soldados que habían alcanzado cierta edad se retiraron del servicio activo.  El general Noumandian Keita, jefe del Estado Mayor de Armas combinadas, fue condenado y reemplazado por el jefe del Estado Mayor del ejército, Namory Kieta, quien fue ascendido a general.
En marzo de 1971, elementos del ejército guineano fueron enviados a Freetown, en Sierra Leona, después de que el presidente de Sierra Leona, Siaka Stevens, empezó a perder el control del ejército de Sierra Leona.  Stevens visitó Conakri el 19 de marzo de 1971, y poco después, unos 200 soldados guineanos fueron enviados a Freetown. Dos aeronaves MiG guineanas sobrevolaron Freetown a baja altura y Touré puso en alerta al ejército guineano debido a los graves problemas que afectaban al pueblo hermano de Sierra Leona. La fuerza, formada por 300 efectivos, protegió a Stevens, aunque pronto se redujo a 100 y luego a 50 personas, y a un helicóptero. Las últimas tropas guineanas se retiraron en 1974. 
A principios de 1975, el ejército guineano estaba formado por un ejército de unos 5000 hombres, una fuerza aérea de 300 hombres y un componente naval de unos 200 hombres. El ejército estaba formado por cuatro batallones de infantería, un batallón de blindados y un batallón de ingenieros. A principios de la década de 1970, las fuerzas armadas guineanas, se organizaron en cuatro regiones militares, correspondientes a las cuatro regiones geográficas siguientes (Baja Guinea, Media Guinea, Alta Guinea y Guinea Forestal). A cada una de las zonas militares se le asignó uno de los cuatro batallones de infantería. El cuartel general de la zona, también funcionaba como cuartel general del batallón, y actuaba como un elemento de supervisión para los elementos del tamaño de una compañía militar y un pelotón, asignados a cada una de las veintinueve regiones administrativas del país. 

### Años 1980

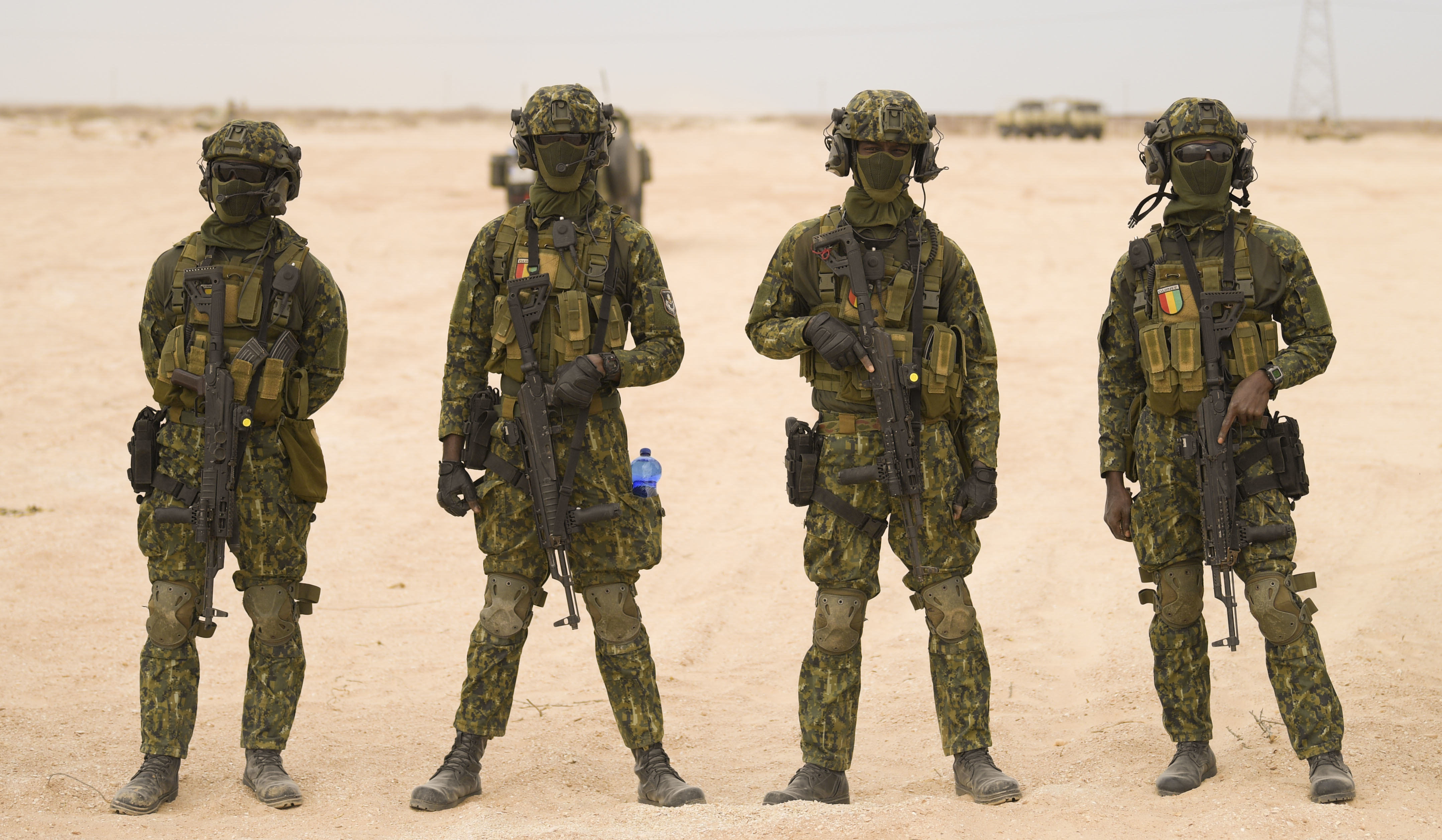
Los soldados de las Fuerzas Especiales de Guinea realizan un entrenamiento de tiro con armas tanto para el uso de rifles en espacios reducidos como para el uso de francotiradores durante el ejercicio FLINTLOCK 20.

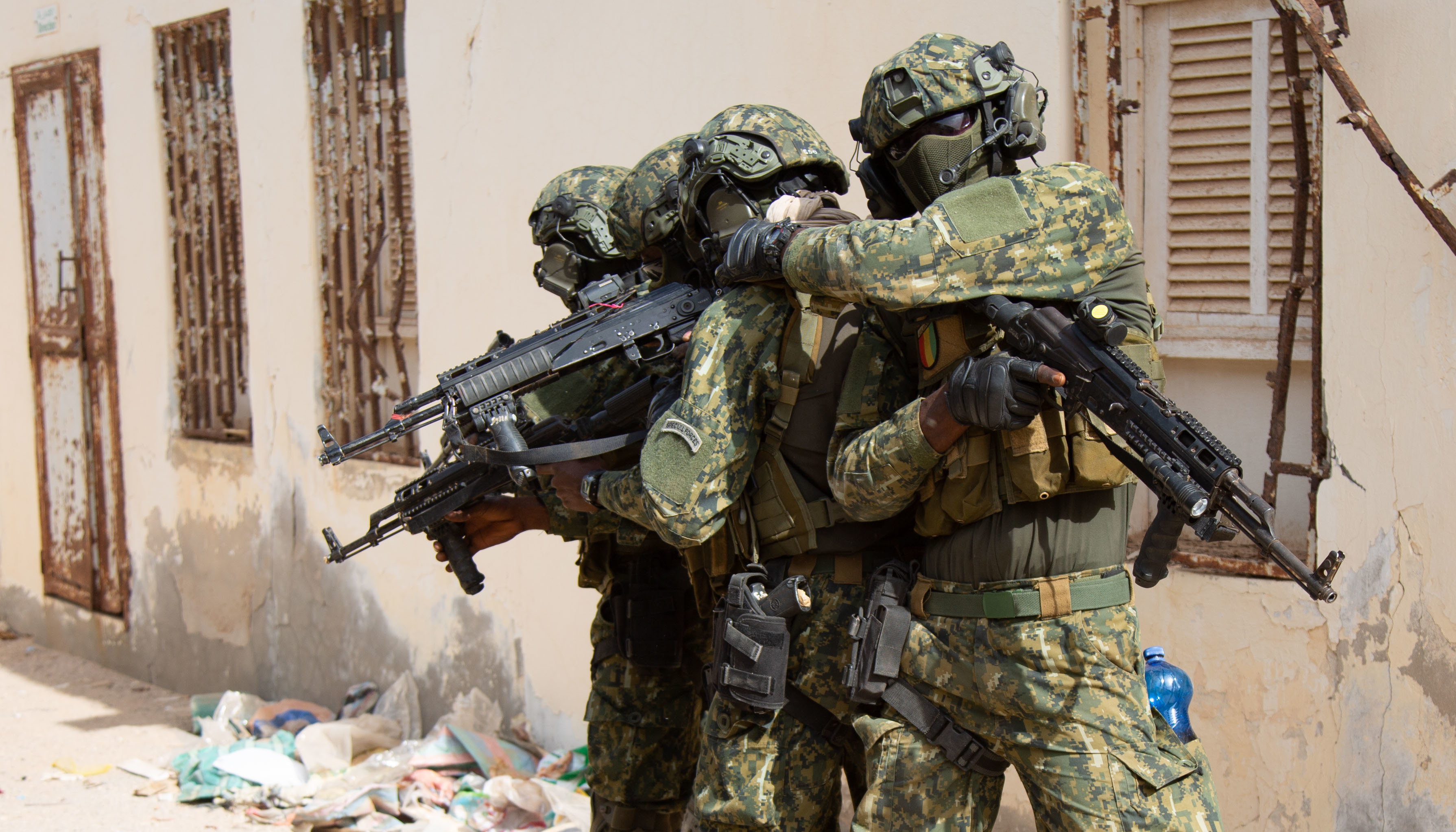
Las Fuerzas Armadas de Guinea despejan una estructura urbana durante el ejercicio Flintlock 20 cerca de Nouakchott, Mauritania (2020).

El 3 de abril de 1984, tras la muerte de Touré, Lansana Conté, jefe adjunto del Estado Mayor del ejército, dirigió un golpe de Estado que derrocó al jefe de Estado interino. Se instaló una junta militar que empezó a enfrentarse entre sí y rápidamente, como había ocurrido bajo el régimen de Touré, la principal preocupación de seguridad nacional pasó a ser la preservación del poder político por parte del presidente.  Conté tuvo que reprimir una primera revuelta en julio de 1985, por parte de su adjunto inmediato, el coronel Diarra Traoré.

#### Nombramientos
Estos fueron los nombramientos de mandos bajo Sékou Touré, en marzo de 1984:
- Cuartel General Conjunto (Jefe :General Toya Condé)
- Cuartel General del Ejército (General Soma; Adjunto: Coronel Lansana Conté).
- Zona militar de Kindia (Comandante :Capitán Babacar N'Diaye)
- Zona militar de Boké (Comandante Finando Tiani)
- Zona militar de Labé (Comandante Lancei Cámara)
- Zona militar de Kankan (Comandante Mory Traoré)
- Zona militar de Faranah (Comandante Noumoukè Keita)
- Zona militar de Nzérékoré (Comandante :Idrissa Condé)
- Batallón del cuartel general (Campamento Almamy Samory Touré) (Comandante :Capitán Kerfalla Cámara).
- Batallón especial de Conakri (Campamento Alfa Yaya Diallo) (Comandante Sidiki Condé)
- Batallón de tanques (Comandante :Capitán Baourou Condé)
- Batallón de tropas aerotransportadas y paracaidistas (Comandante: Capitán Lanciné Fangama Kéita).
- Cuartel General de la Fuerza Aérea (Jefe: Comandante Abdourahmane Kéita).
- Cuartel General de la Marina (Jefe: Capitán Mohamed Lamine Sacko).
- Cuartel General de la Gendarmería Nacional (Jefe : Comandante Makan Camara)
- Cuartel General de la Milicia Popular (Jefe: Capitán Mamadi Bayo).

### Años 1990
Los conflictos regionales de la década de 1990 y los ataques de 2000-2001 a lo largo de la frontera sur por parte de rebeldes que actuaban como representantes de Charles Taylor de Liberia tuvieron efectos importantes sobre las fuerzas de seguridad.
El gobierno de Conté estuvo profundamente involucrado en la Primera guerra civil liberiana, ya que apoyó al principal grupo que se oponía al Presidente liberiano Charles Taylor en Liberia. Sin embargo, al otro lado de la frontera, el gobierno guineano también contribuyó con tropas a la desafortunada fuerza de mantenimiento de la paz de la CEDEAO en Liberia. Tras la retirada de la fuerza de paz, el gobierno guineano, comenzó a apoyar a un nuevo movimiento rebelde liberiano. Los ataques de los rebeldes respaldados por Charles Taylor, fueron en parte un intento de detener este apoyo. Más grave fue el intento de golpe de Estado de 1996, que tuvo su origen en un motín militar causado por las malas condiciones de vida de las fuerzas armadas guineanas. Conté, tras las elecciones guineanas de 1993, tuvo que hacer algunas concesiones importantes para salvar a su régimen. Conté nombró a un ministro de defensa civil en 1997.

### SigloXXI
En 2006, el ejército fue utilizado para reprimir las protestas populares; en junio de 2006, con el resultado de 16 muertes. El 22 de enero de 2007, el ejército guineano disparó contra los manifestantes en Conakri, matando a más de 100 personas, y el 9 de febrero de 2007, cuando mató a varios manifestantes más. Los militares sufrieron graves disturbios en 2008. Entre las medidas adoptadas por Conte para intentar reforzar su apoyo dentro del ejército después de 2007, estuvo el traslado de Sékouba Konaté a Conakri, para dirigir a un batallón de fuerzas aerotransportadas y paracaidistas militares, en un intento de calmar a las tropas, sin embargo, estas y otras medidas no lograron detener un golpe de Estado en Guinea en 2008, encabezado por Moussa Dadis Camara, a finales de diciembre de 2008. En enero de 2009, una nueva ordenanza combinó cuatro unidades de élite de las fuerzas armadas guineanas; la guardia presidencial, el batallon autónomo de tropas aerotransportadas, el batallón de comandos de Kindia, y el batallón de Rangers, en un regimiento de comandos. El 28 de septiembre de 2009, en lo que se conoció como: "La masacre del Lunes sangriento", durante las protestas en Guinea en 2009, Amnistía Internacional afirmó que las fuerzas de seguridad de Guinea mataron a más de 150 personas y violaron a más de 40 mujeres durante y después de las protestas. 
Unas 1500 personas resultaron heridas y muchas otras desaparecieron o fueron detenidas. A principios de 2010, Amnistía Internacional señaló que al menos dos altos mandos oficiales militares señalados por la Organización de las Naciones Unidas como potencialmente responsables penalmente de hechos individuales que constituyen crímenes de lesa humanidad, seguían ocupando puestos de influencia en el gabinete presidencial de Guinea, a pesar de la formación de un nuevo gobierno de transición nacional. En septiembre de 2010, el Grupo Internacional de Crisis, afirmó que entre 2001 y 2009, el tamaño de las fuerzas armadas guineanas aumentó drásticamente, pasando de 10 000 efectivos en 2001, a 45 000 en 2010 (aunque esta última cifra debe tratarse con gran cautela), el reclutamiento masivo contribuyó a esta rápida expansión, los ascensos masivos y erráticos, dieron lugar a una estructura invertida, con más oficiales que soldados, lo que socavó el profesionalismo de la tropa y aumentó el gasto en defensa. La indisciplina, la criminalidad y la impunidad, estaban a la orden del día, mientras que las condiciones de trabajo y de vida de los soldados eran lamentables.

## Equipamiento

### Aeronaves
| Aeronave                 | Fotografía             | Origen                 | Tipo                   | Unidades               | Fabricante             |
| Helicópteros militares   | Helicópteros militares | Helicópteros militares | Helicópteros militares | Helicópteros militares | Helicópteros militares |
| ------------------------ | ---------------------- | ---------------------- | ---------------------- | ---------------------- | ---------------------- |
| Aérospatiale SA 330 Puma |                        | Francia                | Avión utilitario       | 2                      | Aérospatiale           |
| Mil Mi-17                |                        | Rusia                  | Helicóptero utilitario | 2                      | Mil                    |
| Mil Mi-24                |                        | Rusia                  | Helicóptero de ataque  | 3                      | Mil                    |

### Armas antitanque
| Nombre                   | Fotografía       | Origen           | Tipo de arma                  | Fabricante                          |
| Misil antitanque         | Misil antitanque | Misil antitanque | Misil antitanque              | Misil antitanque                    |
| ------------------------ | ---------------- | ---------------- | ----------------------------- | ----------------------------------- |
| 9K11 Maliutka            |                  | Rusia            | ATGM                          | KBM                                 |
| Lanzagranadas antitanque |                  |                  |                               |                                     |
| RPG-2                    |                  | Rusia            | Lanzagranadas antitanque      | Fábrica de ametralladoras de Kovrov |
| Lanzacohetes antitanque  |                  |                  |                               |                                     |
| RPG-7                    |                  | Rusia            | Granada propulsada por cohete | Bazalt                              |

### Armas de fuego
| Nombre                   | Fotografía               | Tipo                               | Origen                   | Munición                 | Fabricante                             |
| Pistolas semiautomáticas | Pistolas semiautomáticas | Pistolas semiautomáticas           | Pistolas semiautomáticas | Pistolas semiautomáticas | Pistolas semiautomáticas               |
| ------------------------ | ------------------------ | ---------------------------------- | ------------------------ | ------------------------ | -------------------------------------- |
| Tokarev TT-33            |                          | Pistola semiautomática             | Rusia                    | 7,62 × 25 mm Tokarev     | Planta de armas de Tula                |
| Subfusiles               |                          |                                    |                          |                          |                                        |
| Sa vz. 23                |                          | Subfusil                           | República Checa          | 9 × 19 mm                | Česká Zbrojovka Uherský Brod           |
| MAT-49                   |                          | Subfusil                           | Francia                  | 9 × 19 mm                | Manufacture Nationale d'Armes de Tulle |
| Subfusil Sterling        |                          | Subfusil                           | Reino Unido              | 9 × 19 mm                | Sterling Armaments Company             |
| Fusiles                  |                          |                                    |                          |                          |                                        |
| SKS                      |                          | CarabinaFusil semiautomático       | Rusia                    | 7,62 × 39 mm             | Planta de armas de Tula                |
| AKM                      |                          | Fusil de asalto                    | Rusia                    | 7,62 × 39 mm             | Planta de armas de Tula                |
| Vz. 58                   |                          | Fusil de asalto                    | República Checa          | 7,62 × 39 mm             | Česká Zbrojovka Uherský Brod           |
| Fusil de asalto tipo 81  |                          | Fusil de asalto                    | China                    | 7,62 × 39 mm             | Norinco                                |
| Heckler & Koch G3        |                          | Fusil de combate                   | Alemania                 | 7,62 × 51 mm OTAN        | Heckler & Koch                         |
| MAS-36                   |                          | Fusil de cerrojo                   | Francia                  | 7,5 × 54 mm Francés      | Manufacture d'Armes de Saint-Etienne   |
| Ametralladoras           |                          |                                    |                          |                          |                                        |
| Ametralladora ligera RPD | centr                    | Ametralladora ligera               | Rusia                    | 7,62 × 39 mm             | Planta Degtiariov                      |
| Ametralladora PK         |                          | Ametralladora de propósito general | Rusia                    | 7,62 × 54 mm R           | Planta Degtiariov                      |
| DShK                     |                          | Ametralladora pesada               | Rusia                    | 12,7 × 108 mm            | Planta de armas de Tula                |
| Ametralladora pesada KPV |                          | Ametralladora pesada               | Rusia                    | 14,5 × 114 mm            | Planta Degtiariov                      |

### Artillería
| Nombre                         | Fotografía        | Origen            | Tipo                  | Calibre           | Fabricante           | Unidades          |
| Defensa antiaérea              | Defensa antiaérea | Defensa antiaérea | Defensa antiaérea     | Defensa antiaérea | Defensa antiaérea    | Defensa antiaérea |
| ------------------------------ | ----------------- | ----------------- | --------------------- | ----------------- | -------------------- | ----------------- |
| M1939 (61-K)                   |                   | Rusia             | Artillería antiaérea  | 37 mm             | ZiK                  | 8                 |
| AZP S-60                       |                   | Rusia             | Artillería antiaérea  | 57 mm             | Krasmash             | 12                |
| KS-19                          |                   | Rusia             | Artillería antiaérea  | 100 mm            | Krasnoye Sormovo     | 4                 |
| Artillería de cohetes          |                   |                   |                       |                   |                      |                   |
| BM-27 Uragan                   |                   | Rusia             | Lanzacohetes múltiple | 220 mm            | NPO Splav            |                   |
| Artillería remolcada           |                   |                   |                       |                   |                      |                   |
| Cañón antitanque M1943 (ZiS-2) |                   | Rusia             | Cañón antitanque      | 57 mm             | ZiS                  |                   |
| Cañón divisional D-44          |                   | Rusia             | Cañón de campaña      | 85 mm             | Uralmash             |                   |
| M1931/37 (A-19)                |                   | Rusia             | Cañón de campaña      | 122 mm            | Planta de Motovilija |                   |
| M-46                           |                   | Rusia             | Cañón de campaña      | 130 mm            | Planta de Motovilija |                   |
| Morteros                       |                   |                   |                       |                   |                      |                   |
| Mortero M1938                  |                   | Rusia             | Mortero pesado        | 120 mm            | Planta de Motovilija |                   |
| Mortero M1943                  |                   | Rusia             | Mortero pesado        | 160 mm            | Planta de Motovilija |                   |

### Vehículos terrestres
| Nombre                               | Fotografía        | Origen            | Tipo                                                | Unidades          | Fabricante                        |
| Carros de combate                    | Carros de combate | Carros de combate | Carros de combate                                   | Carros de combate | Carros de combate                 |
| ------------------------------------ | ----------------- | ----------------- | --------------------------------------------------- | ----------------- | --------------------------------- |
| T-54/T-55                            |                   | Rusia             | Carro de combate principal                          | 8                 | Uralvagonzavod                    |
| T-34                                 |                   | Rusia             | Tanque medio                                        | 30                | Krasnoye Sormovo                  |
| PT-76                                |                   | Rusia             | Tanque ligeroVehículo anfibio                       | 15                | Planta de Tractores de Volgogrado |
| Vehículos de reconocimiento blindado |                   |                   |                                                     |                   |                                   |
| BRDM-1                               |                   | Rusia             | Vehículo de reconocimiento blindadoVehículo anfibio |                   | GAZ                               |
| BRDM-2                               |                   | Rusia             | Vehículo de reconocimiento blindadoVehículo anfibio |                   | GAZ                               |
| Automóvil blindado militar           |                   |                   |                                                     |                   |                                   |
| Panhard AML                          |                   | Francia           | Automóvil blindado militar                          |                   | Panhard                           |
| Vehículos de combate de infantería   |                   |                   |                                                     |                   |                                   |
| BMP-1                                |                   | Rusia             | Vehículo de combate de infantería                   |                   | Kurganmashzavod                   |
| Transportes blindados de personal    |                   |                   |                                                     |                   |                                   |
| BTR-40                               |                   | Rusia             | Transporte blindado de personal                     |                   | GAZ                               |
| BTR-50                               |                   | Rusia             | Transporte blindado de personal                     |                   | Planta de Tractores de Volgogrado |
| BTR-60                               |                   | Rusia             | Transporte blindado de personal                     |                   | GAZ                               |
| BTR-152                              |                   | Rusia             | Transporte blindado de personal                     |                   | ZIL                               |
| MRAP                                 |                   |                   |                                                     |                   |                                   |
| Mamba                                |                   | Sudáfrica         | MRAP                                                |                   | Land Systems OMC                  |
| PUMA M26-15                          |                   | Sudáfrica         | MRAP                                                |                   | OTT Technologies                  |
| Vehículos todoterreno                |                   |                   |                                                     |                   |                                   |
| GAZ Tigr                             |                   | Rusia             | Vehículo todoterreno                                |                   | GAZ                               |

## Fuerzas Armadas de Guinea

### Fuerza aérea
Después de lograr la independencia de Francia en 1958, se formó la Fuerza Aérea de Guinea, con asistencia soviética, con la entrega de 10 cazas MiG-17F y dos entrenadores MiG-15UTI. En la misma época se entregaron los transportes An-2, An-12, An-14, Il-14 e Il-18V y también entraron en servicio los helicópteros Mil Mi-4. Otras entregas del bloque oriental incluyeron tres aviones de entrenamiento a reacción Aero L-29, seis Yak-11 y Rumania contribuyó con helicópteros IAR-316 Alouette III construidos bajo licencia y dos helicópteros de transporte IAR-330L Puma. Se solicitó más ayuda soviética cuando el Aeropuerto Internacional Ahmed Sékou Touré de Conakri, fue abierto para ser usado por los aviones de patrulla marítima y reconocimiento aéreo de la Aviación Naval Soviética.  Esto dio lugar a la entrega de ocho cazas MiG-21PFM y un MiG-21U en 1986, para reemplazar a los MiG-17 restantes.

### Ejército de Guinea
El Balance Militar del IISS 2020 enumera al Ejército como formado por 8500 efectivos, contando con un batallón blindado, un batallón de fuerzas especiales, cinco batallones de infantería, un batallón de guardabosques, un batallón de comandos, un batallón aéreo móvil y el batallón de la guardia presidencial. 
Hay cuatro regiones militares: la primera RM: Kindia ; segunda RM: Labé ; tercera RM: Kankan ; cuarta RM: Nzérékoré, y quinta RM la zona especial de Conakri.  
El antiguo Pacto de Varsovia proporcionó la mayor parte del equipamiento del ejército guineano. Según se informa, los vehículos blindados incluyen 30 tanques T-34, 8 tanques T-54 (IISS 2012) y tanques ligeros PT-76 (15 en servicio según el Instituto Internacional de Estudios Estratégicos en 2012).

### Armada de Guinea
La Armada cuenta con alrededor de 900 efectivos y opera varias pequeñas embarcaciones de patrullaje y barcazas.